# John Land
John Land (17 de julio de 1938 - 6 de enero de 2021) fue un jugador de hockey sobre césped británico. Compitió en el torneo masculino en los Juegos Olímpicos de Verano de 1964.